# Eksjö
Eksjö è una città della Svezia, capoluogo del comune omonimo, nella contea di Jönköping. Ha una popolazione di 9 676 abitanti.

## Storia
La città di Eksjö è menzionata qualche volta nelle cronache dell'età medievale quando era la sede di un consiglio regionale. La città è menzionata per la prima volta nel XIV secolo. Nei primi anni del XV secolo le venne concesso lo statuto di città dal re Erik av Pommern.
Nel XVI secolo Eksjö è una delle sei città svedesi nella provincia di Småland. Le altre erano: Jönköping, Kalmar, Vimmerby, Västervik, e la sede della diocesi di Växjö.
Dopo l'incoronazione del re Gustavo Vasa nel 1524, il capo partigiano Nils Dacke condusse una ribellione. Dacke prese il controllo della zona sostenuto dai locali e anche dalla gente di Eksjö. Dacke fu successivamente ucciso dall'esercito regio e le parti del suo corpo smembrato furono appese nei luoghi pubblici, come monito a qualsiasi tentativo di rivolta.
Il sostegno alla ribellione dato dai locali contribuì anche alla decisione di Gustav Vasa di revocare a Eksjö il proprio statuto di città nel 1544. Ci sono molti monumenti e musei locali ad onorare quell'epoca nella provincia e nel comune di Eksjö, nelle cui foreste visse Dacke.
Durante la guerra nordica dei Sette Anni, nel 1568, Eksjö venne rasa al suolo. Successivamente venne ricostruita in una posizione leggermente diversa. La ricostruzione fu condotta dall'istituto olandese Arendt ev Roy.
La città emerse come un centro per il commercio di buoi, ma non diventò mai veramente prospera rimanendo una piccola città, fino a quando una brughiera nei dintorni cittadini non diventò il punto di adunanza per il reggimento Småland (Smålands Regemente).
Con l'avvento del battaglione di ingegneria e la Husars di Småland la città ha continuato ad essere un centro di stabilimenti militari, causando di conseguenza la mancanza di grandi stabilimenti industriali.
Come molte altre città svedesi Eksjö è stata colpita da un incendio nel XIX secolo: più della metà della città che andò bruciato nel 1856. Ma i quartieri settentrionali della città rimasero quasi illesi, con alcune sue parti risalenti alla costruzione della città nel 1568.

## Amministrazione

### Gemellaggi
La città è gemellata con:
- Neusäß
- Schneverdingen
- Barlinek
- Ærøskøbing, fino al 2006